# 지속적인 부분적 주의력
지속적인 부분적 주의력(영어:Continuous partial attention)은 정보 사회와 주의력 경제가 보편화되면서 나타난 현대인의 인지 상태로 끊임없이 네트워크에 연결되어 쉴 새 없이 쏟아지는 정보를 놓치지 않으려고 주의력을 여러 곳으로 분산시키는 것의 의미한다. 이 상태가 일상에서 지배적이게 되면 일상에서의 스트레스가 증가하고 전반적인 충족감이 저하된다. 또한 지속적인 부분적 주의력은 다중작업(multi-tasking)과 다르다. 다중작업은 흔히 컴퓨터를 하면서 통화를 하거나 점심을 먹는 등 인지적 노력이 비교적 덜 드는 활동을 자동적으로 하는 경우를 뜻하지만, 지속적인 부분적 주의력은 다중작업보다 더 높은 주의력과 긴장 상태에서 대상에 대한 정신적 관여가 계속해서 옮겨지는 것을 가리킨다.
1998년 정보기술 관련 작가이자 컨설턴트인 린다 스톤(Linda Stone)이 고안했다.